# La Passion
A La Passion Gigi D'Agostino 2000-es kislemeze. A dal először a szerző L'Amour Toujours című albumán tűnt fel, és azóta számtalan kiadást és átdolgozást ért meg. Ez az egyik leghíresebb és legsikeresebb Gigi D'Agostino-szám.

## Kiadások
CD (ZYX Records) (a.k.a. Golden-Dance-Classics)
1. La passion (New radio cut) 2:58
2. La passion (Radio cut) 3:34
3. La passion (L'amour Toujours LP mix) 7:35
4. La passion (Tecno Fes EP mix) 7:04
5. La passion (Tanzen EP mix) 4:59

La Passion Remix CD (ZYX Records)
1. La passion (New radio cut) 2:58
2. La passion (Cielo mix) 7:25
3. La passion (Radio cut) 3:34
4. La passion (L'amour Toujours LP mix) 7:35
5. La passion (Tecno Fes EP mix) 7:04
6. La passion (Tanzen EP mix) 4:59

La passion video 3:37
CD (Noise Maker Benelux/Media Records)*2000
1. La passion (medley with Rectangle) (Radio version) 3:30
2. La passion (medley with Rectangle) (Album version) 7:35
3. La passion (medley with Rectangle) (Tanzen vision) 7:03
4. La passion (medley with Rectangle) (Cielo mix) 7:25
5. La passion (medley with Rectangle) (Tecno Fes vol.2) 6:00

CD (2 számos kislemez) (Noise Maker Benelux/Media Records)*2000
1. La passion (medley with Rectangle) (Radio version) 3:30
2. La passion (medley with Rectangle) (Album version) 7:35

("7)(Noise Maker/Media Records)*2000
A-oldal
1. La passion (medley with Rectangle) 7:35

B-oldal
1. La passion (Tanzen vision) 7:04

CD (EMI Music France)*2000
1. La passion (medley with Rectangle)(Radio edit) 3:34
2. Rectangle 4:59

("12) (EMI Music France)*2000
A-oldal
1. La pasion (Tanzen vision) 7:04

B-oldal
1. La passion (medley with Rectangle) 7:35

La Passion e.p. CD (Vale Music)*2000
1. La passion (Radio edit) 3:47
2. La passion (Extended version) 7:55
3. La passion (Album version) 7:35
4. Another way (Radio edit) 4:36
5. Another way (Album version) 6:02
6. Another way (Extended version) 5:08

La Passion e.p. ("12) (Vale Music)*2000
A-oldal
1. La passion (Extented version) 7:55
2. La passion (Album version) 7:35

B-oldal
1. Another way (Extented version) 7:42
2. L'amour toujours 3:52
3. La passion (Radio edit) 3:47

("12) (B.I.G.)*2001
A-oldal
1. La passion (Tecno Fes EP II. mix) 7:04
2. La passion (Tnzen EP mix) 4:59

B-oldal
1. La passion (L'Amour Toujours LP mix) 7:35

CD (Iceberg Records)*2001
1. La passion (Radio cut) 3:34
2. La passion (Tecno Fes vol.2 track 2) 6:44
3. La passion (Tecno Fes vol.2 track 13) 6:00
4. La passion (Album version) 3:24
5. La passion (Tanzen EP mix) 4:59

("12) (Arista)*2001
A-oldal
1. La passion (medley with Rectangle)(Album mix) 7:35
2. La passion (medley with Rectangle)(Mix show edit) 3:55

B-oldal
1. La passion (medley with Rectangle)(Tanzen vision mix) 7:03
2. La passion (medley with Rectangle)(Passion instrumental mix) 4:59

("12) (Popular Records)*2002
A-oldal
1. La passion (Original mix)
2. La passion (Cielo mix)

B-oldal
1. La passion (Tecno Fes remix)
2. La passion (Tanzen remix)

CD (Liberty EMI Records UK)*2002
1. La passion (Radio mix) 3:35
2. La passion (Tanzen vision mix) 7:03
3. La passion (Cielo mix) 7:24

VHS Promo (EMI Records)*2002
1. La passion 3:32

## Szerzők
La Passion: L. Di Agostino, P. Sandrini, C. Montanger & Jacno - Media Songs Srl./Warner Bros Music Italy Srl./Musique et Communication
Passion: L. Di Agostino, P. Sandrini & Jacno - Media Songs Srl./Warner Bros Music Italy Srl.

### Közreműködők
- Adam Austin: ének, vokál

## Érdekességek
- A La passion első verziója a Passion című instrumentális szám, ami szintén megtalálható a L'Amour Toujours albumon. Ez eredetileg egy francia zeneszerző, Jacno szerzeménye, az eredeti címe Rectangle.
- A La passion szerzőjeként eredetileg csak Gigi D'Agostino van feltüntetve. később, valószínűleg jogi problémák elkerülésének érdekében az itt is feltüntetett szerzőlista szerepel minden kiadványon amin ez a szám szerepel. Innentől kezdve a név is módosult La passion (medley with Rectangle)-re.
- A Passion a L'Amour Toujours egyes kiadásain Rectangle címen van feltüntetve.
- La passion (Tanzen EP mix) = Passion = Rectangle.
- A ("7)-es bakelit kiadás a Tecno Fes vol.2 2x("12)-es kiadásának része, még a borítójuk is megegyezik, kivéve a feliratot, itt címként a La passion szerepel.